# Территориальная прелатура Чукибамба
Территориальная прелатура Чукибамба (лат. Territorialis Praelatura Ayaviriensis) — территориальная прелатура Римско-Католической церкви с центром в городе Чукибамба, Перу. Территориальная прелатура входит в митрополию Арекипы.

## История
5 июня 1962 года Римский папа Иоанн XXIII издал буллу Christi caritas, которой учредил территориальную прелатуру Чукибамба, выделив её из архиепархии Арекипы и территориальной прелатуры Каравели.

## Ординарии территориальной прелатуры
- епископ Redento Maria Gauci (5.06.1962 — февраль 1977);
- епископ Luis Baldo Riva (27.06.1977 — 27.06.1983);
- епископ Felipe María Zalba Elizalde (29.02.1984 — 19.10.1999);
- епископ Mario Busquets Jordá (25.01.2001 — 11.05.2015, в отставке);
- епископ Jorge Enrique Izaguirre Rafael, C.S.C. (11.05.2015 — по настоящее время).

## Источник
- Annuario Pontificio, Libreria Editrice Vaticana, Città del Vaticano, 2003, ISBN 88-209-7422-3